# ロドリゴ・タリン
ロドリゴ・タリン・イゴン（Rodrigo Tarín Higón、1996年7月5日 - ）は、スペイン・バレンシア州バレンシア県チバ出身のサッカー選手。レアル・オビエド所属。ポジションはディフェンダー。

## クラブ経歴

### プロ入り前
スペイン東部のバレンシア州チヴァでアマチュアサッカー選手だった父と保育士の母との間で生まれる。6歳の時に、地元の強豪クラブであるバレンシアCFのU-8のユースチームに加入する。その後、順調にステップアップし、2011年にはFCバルセロナのユースチームに移籍する。2014年9月18日、自身初となるプロ契約を結び、翌年7月には実質2軍のバルセロナBへとクラブ内昇格を果たす。

### プロ入り後
2015-16シーズンのセグンダ・ディビシオンBの開幕戦である2015年8月22日に行われた第1節UEコルネジャ戦でFCバルセロナBデビュー。翌年の9月17日のCDアトレティコ・バレアレス戦で初ゴールを記録した。
2018年6月27日、3年契約でCDレガネスへと移籍した。9月26日のリーグ第6節バルセロナ戦で先発出場し、古巣相手に2-1と逆転勝利を収めた。
2022年1月31日、レガネスを退団した数時間後、レアル・オビエドと3年半契約を結んだ。

## 個人成績
2019年4月6日現在
| クラブ       | シーズン     | リーグ | リーグ | カップ | カップ | その他 | その他 | 通算 | 通算 |
| クラブ       | シーズン     | 出場   | 得点   | 出場   | 得点   | 出場   | 得点   | 出場 | 得点 |
| ------------ | ------------ | ------ | ------ | ------ | ------ | ------ | ------ | ---- | ---- |
| バルセロナB  | 2015-16      | 31     | 0      | ー     | ー     | 0      | 0      | 31   | 0    |
| バルセロナB  | 2016-17      | 9      | 1      | ー     | ー     | 0      | 0      | 9    | 1    |
| バルセロナB  | 2017-18      | 10     | 0      | ー     | ー     | 0      | 0      | 10   | 0    |
| バルセロナB  | 通算         | 50     | 1      | 0      | 0      | 0      | 0      | 50   | 1    |
| CDレガネス   | 2018-19      | 15     | 0      | 2      | 0      | 0      | 0      | 17   | 0    |
| CDレガネス   | 通算         | 15     | 0      | 2      | 0      | 0      | 0      | 17   | 0    |
| キャリア通算 | キャリア通算 | 65     | 1      | 2      | 0      | 0      | 0      | 67   | 2    |

## タイトル

### クラブ
FCバルセロナU-19
- UEFAユースリーグ : 1回（2013-14）